# Monsieur Grégoire s'évade
Pour plus de détails, voir Fiche technique et Distribution.
Monsieur Grégoire s'évade est un film français de Jacques Daniel-Norman sorti en 1946

## Synopsis
Pour avoir gagné un concours de mots croisés et parce que ses papiers lui ont été volés autrefois par un dangereux personnage, Alex Grégoire, timide employé de bureau, est engagé malgré lui dans de dangereuses aventures. Il est entre autres la proie du malfrat Tuffal, de la femme fatale Lina et de Paulo le lutteur. Des jardins du Palais-Royal aux Folies Bergère, et avec l'aide de la police, il finit par démanteler une bande peu recommandable.

## Fiche technique
- Réalisation : Jacques Daniel-Norman
- Scénario, Adaptation et Dialogue : Jacques Daniel-Norman
- Assistants réalisateurs : Pierre Franchi, Hubert Mérial, Jean Paulet
- Photographie : Nicolas Toporkoff
- Opérateur : Henri Tiquet, assisté de Marcel Villet
- Son : René Louge
- Décors : Robert Hubert, assisté de Pierre Duquesne et Robert Bouladoux
- Montage : Marity Cléris, assistée de I. d'Esperno
- Musique : Jean Yatove
  - Chanson sur des paroles de Jean Rodor et musique de Jean Yatove (éditions Francis Salabert), interprétée par "le chanteur sans nom" (Roland Avellis)
- Régisseur général : Fred Genty
- Ensemblier : Roger Bar
- Script-girl : Marguerite Compère
- Photographe de plateau : Raymond Bègue
- E. Ruis est habillée par Germaine Lecomte
- Les chapeaux sont de Jeannette Colombier
- Les ballets sont réglés par Avila
- Tournage aux studios Radio Cinéma des Buttes Chaumont
- Enregistrement Radio Cinéma, système Cottet (son mono)
- Tirage : Laboratoire Liano Films
- Production : Bervia Films
- Directeur de production : Lucien Viard
- Distribution: Les Films Dispa
- Format :  Son mono - Noir et blanc - 35 mm  - 1,37:1
- Genre : Comédie policière
- Durée : 100 min
- Date de sortie : 
  - France - 03 mai 1946
- Censure France : Pour Tous (U)
- Affiches : Jacques Bonneaud, Boris Grinsson (France)

## Distribution
| - Bernard Blier : Alex Grégoire, employé d'une compagnie d'assurance et cruciverbiste - Yvette Lebon : Angèle Grégoire, la femme d'Alex - Jules Berry : Charles Tuffal, un voleur de bijoux qui croit reconnaître en Grégoire un ancien complice - Aimé Clariond : Monsieur Berny, alias "Numéro Un" - Georges Grey : l'inspecteur principal Lenoir - Gaby Andreu : Colette, la fiancée de Lenoir - Georges Gosset : Albert Rochot, l'ami des Grégoire - Elisa Ruis : Lina d'Arribal - Pierre Labry : l'aubergiste - Marcel Perès : Chauvinot, le garagiste - Alexandre Rignault : Paulo le lutteur - Julien Maffre : "Milo Manche Vide" - Claude Magnier : Claude | - Joe Alex : Jeff, le domestique de couleur de Tuffal - Gustave Gallet : M. Croche, le chef du personnel de l'agence - Robert Desclos : L'inspecteur Challut - Roland Avellis alias: "Le chanteur sans nom" : Julot - Paul Faivre : le protecteur de Bella Mey - Anne Mayen : la servante - Lily Fayol : Bella Mey, la vedette - Suzy Willy : Mme Boudu, la concierge - Lina Roxa : la bonne de Berny - Franck Maurice : un consommateur - Pierre-Jacques Moncorbier : Un policier - Marcel Magnat - Rolande Forest - Célia Cortez |